# Famicom Rocky
Famicom Rocky (ファミコンロッキー Famikon Rokkī?, lit. "El Rocky del Famicom") es un manga creado por Asai Motoyuki, publicado en la revista Coro Coro Comic de Shogakukan, de agosto de 1985 al febrero de 1987. Fue el segundo y más popular manga de videojuegos, después de Game Center Arashi. 
El manga trata sobre nuestro protagonista Yuki Todoroki, un chico que quiere convertirse en un videojugador profesional y que en cada ocasión se va a encontrar con varios rivales. Entre más avance el manga, los rivales usan técnicas más difíciles en cada videojuego que juegue Yuki.

## Videojuegos representados
Lista de todos los videojuegos adaptados en este manga.
- F-1 Race (Nintendo)
- Xevious (Namco)
- Galaxian (Namco)
- Excitebike (Nintendo)
- Raid on Bungeling Bay (Hudson Soft)
- Star Force (Hudson Soft)
- Track & Field (Konami)
- Yie Ar Kung-Fu (Konami)
- Elevator Action (Taito)
- Ninja-Kun (Jaleco)
- Road Fighter (Konami)
- Spartan X (Irem, Nintendo)
- Pooyan (Hudson Soft, Konami)
- City Connection (Jaleco)
- Super Mario Bros. (Nintendo)
- Challenger (Hudson Soft)
- Mach Rider (Nintendo)
- Binary Land (Hudson Soft)
- TwinBee (Konami)
- Ninja Hattori (Hudson Soft)
- Argus (Jaleco)
- Star Soldier (videojuego) (Hudson Soft)
- Mahjong (Nintendo)
- Ganbare Goemon! Karakuri Dōchū (Konami)
- JaJaMaru no Daibouken (Jaleco)
- Valkyrie no Bōken: Toki no Kagi Densetsu (Namco)
- Adventure Island (Hudson Soft)
- Super Xevious: GAMP no Nazo (Namco)
- Castlevania (Konami)
- Milon's Secret Castle (Hudson Soft)
- Moero TwinBee: Cinnamon-hakase wo Sukue! (Konami)
- Doraemon (Hudson Soft)
- Arkanoid (Taito)
- Pro Yakyuu Family Stadium (Namco)
- Super Star Force: Jikūreki no Himitsu (Tecmo)
- Ultraman - Kaijuu Teikoku No Gyakushuu (Bandai)
- Adventures of Dino Riki (Rix Soft)
- The Goonies II (Konami)
- Higemaru Makaijima - Nanatsu no Shima Daibōken (Capcom)
- Starship Hector (Hudson Soft)
- Takeshi no Chōsenjō (Taito)
- Super Mario Bros. 2 (Nintendo)